# Kanō Sanraku
Kanō Sanraku, cuyo verdadero nombre era Kanō Mitsuyori, y era apodado Heizō o Shuri, fue un pintor japonés de la Escuela Kano que pintó bajo el nombre artístico de Sanraku. Nació en Omi en 1559 y falleció el 30 de septiembre de 1635.

## Biografía
Hijo del pintor Kimara Nagamitsu, fue adoptado por su maestro, Kanō Eitoku (1543-1590), del cual fue el discípulo favorito. A la muerte de Mitsunobu, hijo mayor de Eitoku, en 1608, está junto a Kanō Sadanobu (1597-1623) al frente del taller familiar y es, sin duda, el artista que mejor ilustra la segunda parte de la época Momoyama, en Kyōto.
Hijo de guerrero, sirve de page al Shogun Hideyoshi quien, dándose cuenta de su talento, lo pone en aprendizaje con Eitoku. Sanraku continuará beneficiándose del amparo de Hideyoshi, sobre todo después de la muerte Eitoku, y en 1592 se le encarga la decoración del castillo de Momoyama.
Cuando la familia Kanō se instala en Edo, nuevo centro del poder, Sankaru permanece en Kyōto y sus descendientes aseguran después de él la continuidad de su taller bajo el nombre de Kyō- Kanō, familia  Kanō de Kyōto. Nos han llegado numerosas obras de Sanraku, desde tintas en estilo cursivo a grandes composiciones decorativas en colores, de paisajes delicados a escenas históricas chinas, mostrando toda la extensión de su talento y la seguridad de su técnica.
Hacia 1620 trabaja en las exquisitas pinturas murales de dos edificios del monasterio Daitoku-ji de Kyōto, donde nos encontramos con los paisajes y los pinos con halcones monocromos, inscritos en la tradición  Kanō, inaugurada por Motonobu (1476-1559). Su tendencia a la estilización del trazo llega al extremo en las composiciones del santuario Tenkyû-in, en el templo zen Myōshin-ji de Kyōto,  ejecutadas por Sanraku y su hijo adoptivo Sansetsu (1590-1651) entre 1631 y 1635, justo antes del fallecimiento del pintor.
Los colores han guardado toda su frescura, ya sea en las pinturas de los tigres de las salas centrales, en las enredaderas floridas de la clausura de bambú de la sala Este o los ciruelos y los pájaros de la sala Oeste. Gran parte del conjunto se dene a Sansetsu; sin embargo, la delicada sensibilidad de Sanraku se deja ver en el sabio cálculo del ritmo, el aspecto casi geométrico de las rocas y del árbol torcido, cercano a una belleza estática, incluso abstracta. Da rienda suelta a su talento diseñador en un biombo del antiguo palacio de Kujô, actualmente conservado en el Museo nacional de Tōkyō.
C'est une scène historique japonaise tirée du Roman de Genji : Kuruma-Arasoi. Les personnages historiques sont traités avec toute la minutie de l'École Tosa, dynastie des peintres de cour, mais Sanraku, en introduisant des personnalités contemporaines, confère à l'œuvre une extrême vivacité.

## Galería

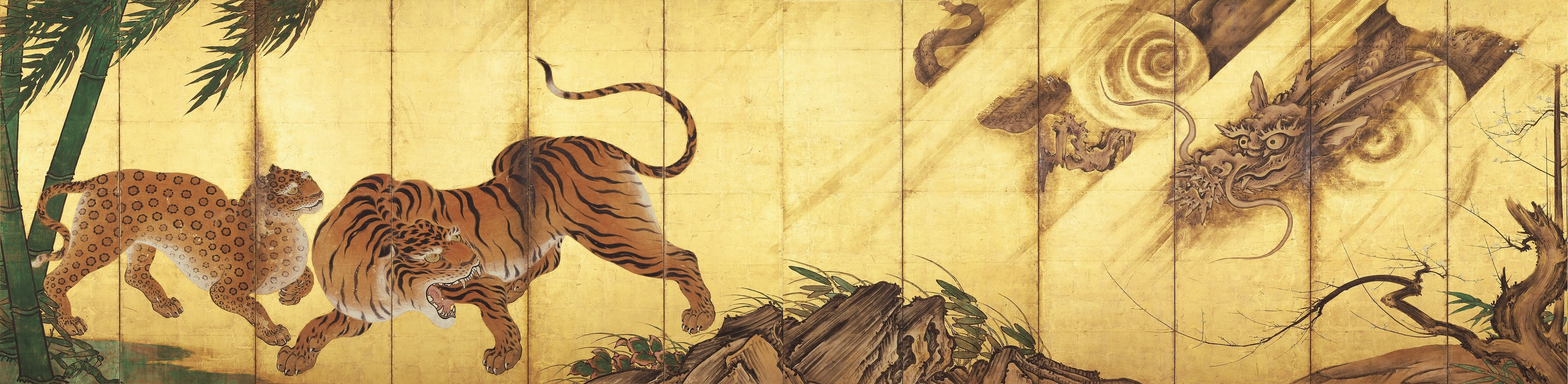
Tigres y dragones.
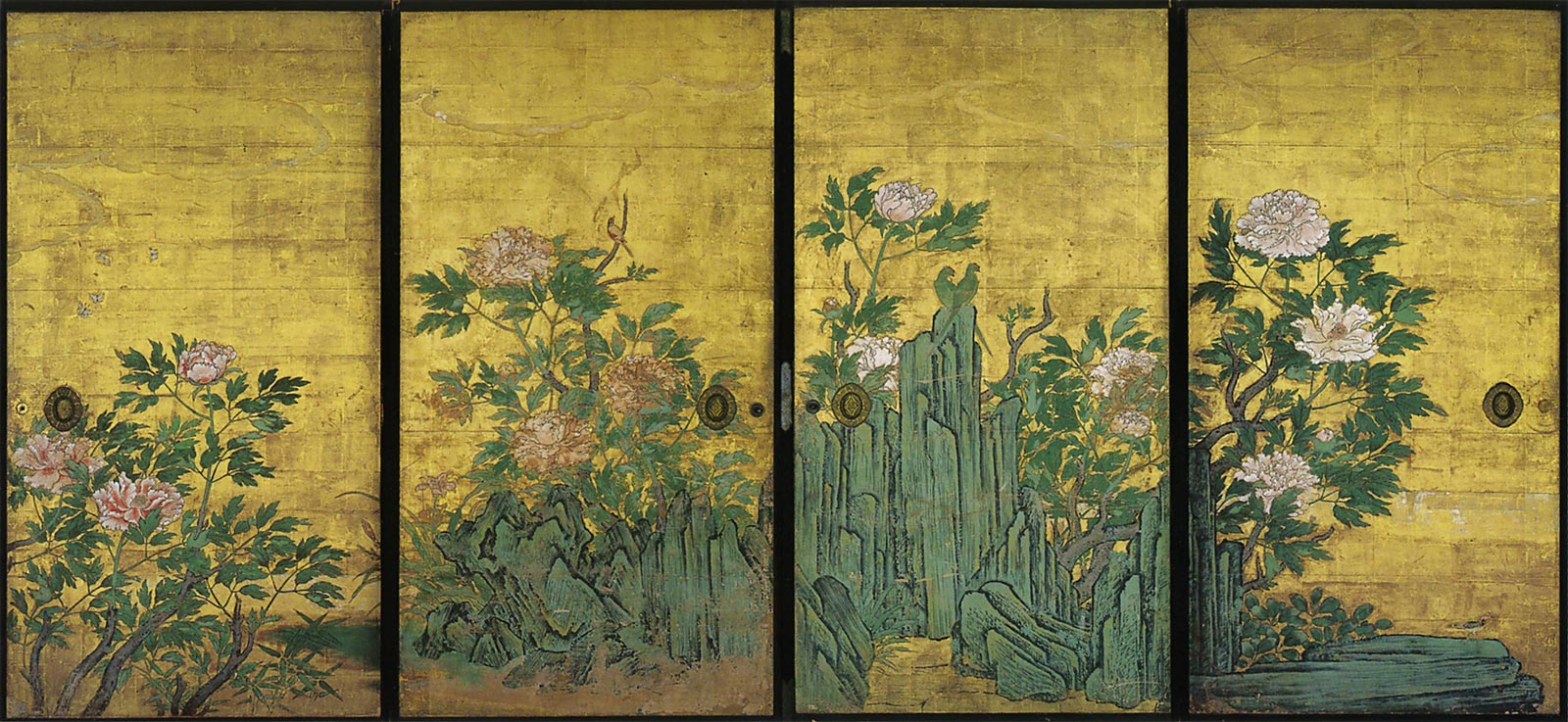
Peonía sobre biombo.
Peonía sobre biombo.
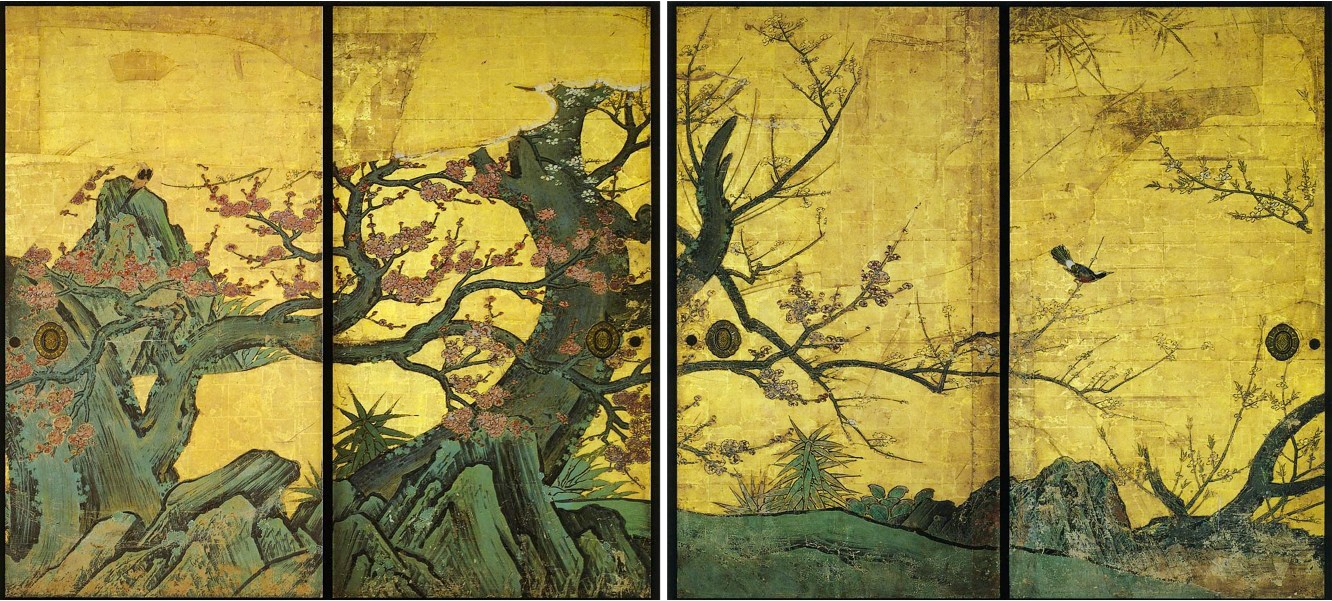
Ciruelo sobre biombo.